# Ptychamalia parallela
Ptychamalia parallela är en fjärilsart som beskrevs av Louis Beethoven Prout 1910. Ptychamalia parallela ingår i släktet Ptychamalia och familjen mätare. Inga underarter finns listade.